# Departamentul Amazonas (Columbia)
Amazonas este un departament al Columbiei. Reședința sa este orașul Leticia. Are o populație de 56.036 de locuitori (locul 30 dintre toate departamente) și suprafață de 109.665 km² (locul 1 dintre toate departamente). Este împărțit în 11 de municipii.

## Municipii

Municipiile departamentului Amazonas

1. El Encanto
2. La Chorrera
3. La Pedrera
4. La Victoria
5. Leticia
6. Mirití-Paraná
7. Puerto Alegría
8. Puerto Arica
9. Puerto Nariño
10. Puerto Santander
11. Tarapacá